# Acariàcies
Achariaceae és una família de plantes amb flor de l'ordre de les Malpighiales.

## Taxonomia
Aquesta família que abans només comptava amb 6 espècies ha augmentat molt segons el sistema APG II que ha fet que molts gèneres abans classificats dins de Flacourtiaceae passin ara a fromar part de les Achariaceae.
Les investigacions moleculars recomanen la inclusió en l'ordre Malpighiales. Tot i així les recerques embriològiques demostren que tenen moltes similaritats amb les Cucurbitales i les Brassicales.

## Gèneres
Gèneres, tribus i espècies segons ITIS:
- tribu Acharieae
  - gènere Acharia
    - Acharia tragodes

  - gènere Ceratiosicyos
    - Ceratiosicyos laevis

  - gènere Chiangiodendron
    - Chiangiodendron mexicanum

  - gènere Guthriea
    - Guthriea capensis
- tribu Erythrospermeae
  - gènere Ahernia
    - Ahernia glandulosa

  - gènere Dasylepis
    - Dasylepis brevipedicellata

  - gènere Erythrospermum
    - Erythrospermum phytolaccoides
- tribu Lindackerieae
  - gènere Caloncoba
    - Caloncoba echinata
    - Caloncoba lophocarpa
    - Caloncoba welwitschii

  - gènere Camptostylus
    - Camptostylus mannii

  - gènere Carpotroche
    - Carpotroche longifolia
    - Carpotroche sp. Alford 98

  - gènere Grandidiera
    - Grandidiera boivinii

  - gènere Kuhlmanniodendron
    - Kuhlmanniodendron apterocarpum

  - gènere Lindackeria
    - Lindackeria dentata
    - Lindackeria laurina
    - Lindackeria paludosa
    - Lindackeria sp. Pennington & Zamora 592
- tribu Pangieae
  - gènere Gynocardia
    - Gynocardia odorata

  - gènere Hydnocarpus
    - Hydnocarpus annamensis
    - Hydnocarpus anthelminthicus
    - Hydnocarpus heterophyllus
    - Hydnocarpus sp. Chase 1301

  - gènere Kiggelaria
    - Kiggelaria africana
    - Kiggelaria sp. Alford 51

  - gènere Pangium
    - Pangium edule

  - gènere Ryparosa
    - Ryparosa javanica
    - Ryparosa kurrangii

  - gènere Trichadenia
    - Trichadenia zeylanica
- gènere Xylotheca
  - Xylotheca kraussiana